# Eslováquia nos Jogos Olímpicos de Inverno de 2022
Eslováquia participou dos Jogos Olímpicos de Inverno de 2022, realizados em Pequim, na China.
Foi a oitava aparição do país em Olimpíadas de Inverno. Foi representado por 50 atletas, sendo 37 homens e 13 mulheres.

## Competidores
| Esporte             | Masculino | Feminino | Total |
| ------------------- | --------- | -------- | ----- |
| Biatlo              | 4         | 4        | 8     |
| Bobsleigh           | 0         | 1        | 1     |
| Esqui alpino        | 2         | 3        | 5     |
| Esqui cross-country | 2         | 3        | 5     |
| Hóquei no gelo      | 25        | 0        | 25    |
| Luge                | 4         | 1        | 5     |
| Snowboard           | 0         | 1        | 1     |
| Total               | 37        | 13       | 50    |

## Medalhas
Estes foram os medalhistas desta edição:
| Atleta | Esporte        | Evento          | Medalha |
| --- | -------------- | --------------- | ------- |
| Petra Vlhová | Esqui alpino   | Slalom feminino | Ouro    |
| Branislav Konrád Patrik Rybár Matej Tomek Michal Čajkovský Peter Čerešňák Marek Ďaloga Martin Gernát Samuel Kňažko Martin Marinčin Šimon Nemec Mislav Rosandić Peter Cehlárik Marko Daňo Adrián Holešinský Marek Hrivík Libor Hudáček Tomáš Jurčo Miloš Kelemen Michal Krištof Kristián Pospíšil Pavol Regenda Miloš Roman Juraj Slafkovský Samuel Takáč Peter Zuzin | Hóquei no gelo | Masculino       | Bronze  |

## Desempenho

### Biatlo
Masculino
Feminino

### Bobsleigh
Feminino

### Combinado nórdico
Masculino

### Esqui alpino
Masculino
Feminino

### Esqui cross-country
Masculino
Feminino

### Hóquei no gelo
Masculino

### Luge
Masculino
Feminino

### Snowboard
Feminino
Legenda
| Recorde mundial      | Recorde mundial (World record)               |                       | Recorde africano                      | Recorde africano (African) |                                           | Q | Classificado por posição (Qualified) |
| Recorde olímpico     | Recorde olímpico (Olympic record)            | Recorde da América    | Recorde da América (Americas)         | q                          | Classificado por melhor tempo (Qualified) |   |                                      |
| Melhor marca do ano  | Melhor marca do ano (World leading)          | Recorde asiático      | Recorde asiático (Asian)              | DNS                        | Não largou (Did not start)                |   |                                      |
| Recorde nacional     | Recorde nacional (National record)           | Recorde europeu       | Recorde europeu (European)            | DNF                        | Não terminou (Did not finish)             |   |                                      |
| Recorde pessoal      | Recorde pessoal do atleta (Personal best)    | Recorde da Oceania    | Recorde da Oceania (Oceania)          | DSQ / DQ                   | Desclassificado (Disqualified)            |   |                                      |
| Recorde da temporada | Recorde da temporada do atleta (Season best) | Recorde sul-americano | Recorde sul-americano (South America) | NM                         | Sem marca (No mark)                       |   |                                      |